# Mario Löhr
Mario Löhr (* 1971 in Werne, Nordrhein-Westfalen) ist ein deutscher Politiker (SPD). Von 2009 bis 2020 war er Bürgermeister der Stadt Selm. Seit November 2020 ist er Landrat des Kreises Unna.

## Leben

### Schule und Beruf
Nach dem Besuch der Wienbredeschule und der Hauptschule Fürstenhof in Werne absolvierte Löhr eine Ausbildung zum Industriemechaniker bei der Ruhrkohle AG. In den Jahren 1988 bis 1993 arbeitete er als Industriemechaniker auch unter Tage, ehe er 1993 zur Rethmann Entsorgungswirtschaft wechselte. Dort absolvierte er berufsbegleitend eine Ausbildung zum Bürokaufmann. Nachdem er in diesen beiden Berufen gearbeitet hatte, arbeitete er sich zum kaufmännischen Leiter und später zum Prokuristen hoch.
Bei der Remondis-Gruppe brachte er sich auch in weiteren Funktionen ein. So ist er Mitglied des Konzernrats gewesen, Gesamtratsmitglied, aber auch Betriebsratsvorsitzender ohne Freistellung. Seit der Übernahme seines Bürgermeister-Amtes im Jahr 2009 ruht das Beschäftigungsverhältnis bei der Remondis-Gruppe.
Löhr ist seit 1993 in Gewerkschaften aktiv, zunächst bei der IG BCE, danach als Mitglied in der Vereinten Dienstleistungsgewerkschaft (ver.di). Im Jahr 2023 zeigte er öffentlich Haltung, in dem er sich als Landrat hinter den Forderungen seiner Beschäftigten nach 10,5 % mehr Gehalt stellte und diese auch unterzeichnet hat. Löhr betonte, dass sich die Mitarbeitenden der Kreisverwaltung für die Menschen eingesetzt haben und es Zeit sei, etwas zurückzugeben.

### Politik
Löhr trat 1998 in die SPD ein und engagierte sich als Ortsvereinsvorsitzender (2006–2009) und Stadtverbandsvorsitzender (2005–2009) bei der SPD in Selm, außerdem hat er von 2007 bis 2009 die Funktion des Vorsitzenden der SPD-Fraktion im Rat der Stadt Selm innegehabt.
Am 30. August 2009 setzte sich Löhr gegen vier weitere Mitbewerber durch und wurde 41,1 % der Stimmen zum Bürgermeister der Stadt Selm gewählt. Damit löste er Jörg Hußmann ab, der nicht für eine weitere Amtszeit kandidiert hatte. Löhr wurde im November des Jahres in sein Amt eingeführt. Bei den Kommunalwahlen am 13. September 2015 kandidierte Löhr als einziger Bewerber und wurde mit 79 % Ja-Stimmen im Amt bestätigt.
Nachdem Michael Makiolla (SPD) sich entschlossen hat, nach seiner 16-jährigen Amtszeit nicht erneut zu kandidieren, schlug der Unterbezirk der Sozialdemokratischen Partei in Unna Löhr als Kandidaten für das Amt des Landrates vor. Am 27. September 2020 wurde Löhr in einer Stichwahl zum Landrat des Kreises Unna gewählt und im November 2020 trat er das neue Amt an. Für die Kommunalwahl 2025 ist er vom SPD Unterbezirk in Unna mit 98,7 % Zustimmung erneut nominiert worden.

### Sonstiges
Der seit 2001 in Selm wohnende Löhr ist Mitglied in sieben Schützenvereinen, den Schützenverein Varnhövel-Ehringhausen e. V. führte er in den Jahren 2010 bis 2012 als Schützenkönig an.
Auch sportlich brachte Löhr sich als Fußballtorwart, Fußballschiedsrichter und Jugendtrainer ein, unter anderem bei den Sportfreunden 67 Werne-West e.V. und dem SSV Werne – beide Vereine fusionierten am 7. Dezember 1999 zum Werner SC. Aber auch beim SV Südkirchen ist Löhr als Torhüter in der Bezirksliga zum Einsatz gekommen. Löhr ist nach eigenen Angaben bekennender Anhänger vom 1. FC Köln und des BVB Dortmund 09. Beim BVB ist er Mitglied und verfügt über Dauerkarten.
Löhr gilt als Verfechter des Vereinslebens und des ehrenamtlichen Engagements und weist zahlreiche Mitgliedschaften vor: Deutsches Roten Kreuz – Ortsverein Selm, Tennisgemeinschaft Selm 76, BVB-Fanclub Selm, Förderverein  DLRG-Ortsgruppe Selm, Lions Club Selm, Kinder- und Jugendförderung Selm, Förderverein Bildungsstätte Selm, SG Selm, Förderverein Dorfgemeinschaft Horst & Wessel Werne, Sauerländischer Gebirgsverein – Abteilung Lünen / Selm, Förderverein St. Ludger Selm, Förderverein Musikschule Selm, Städtepartnerschaftsverein Selm, Männergesangsverein Union Bork, Gemeinschaft der Heimstätter Selm, Heimatverein Selm und AWO – Ortsverein Selm.
Löhr ist verheiratet und hat drei Kinder.